# Доходный дом И. Ф. Алюшинского
Доходный дом И. Ф. Алюшинского — памятник архитектуры. Расположен в Петроградском районе Санкт-Петербурга, современный адрес дома — улица Ленина, 32, Малый проспект Петроградской стороны, 66.
К 1874 году на участке стоял деревянный двухэтажный дом, владельцы участка неоднократно менялись.
Здание построено А. Л. Лишневским с участием П. П. Светлицкого в 1907—1908 году. Со стороны Малого проспекта у дома сделан небольшой курдонёр. В лепнине использованы образы чертополоха, зверей, кронштейны — львы с разинутыми пастями. В первом этаже, обработанном кирпичом, сделан витринные окна, прочие этажи оштукатурены (гладко и рифлёно) и украшены зелёной и глазурованной плиткой.
В 1986 году в доме прошёл капитальный ремонт.

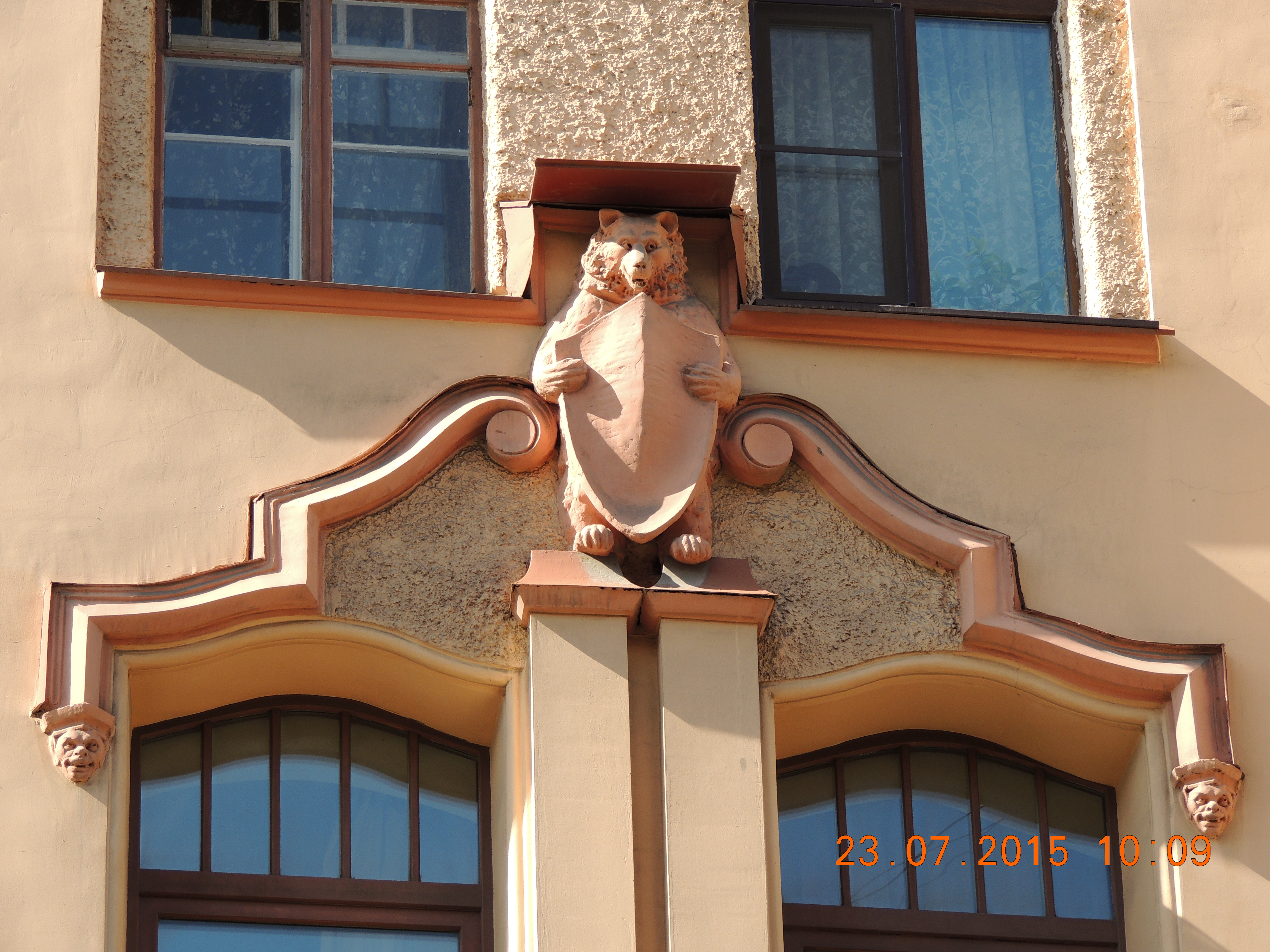
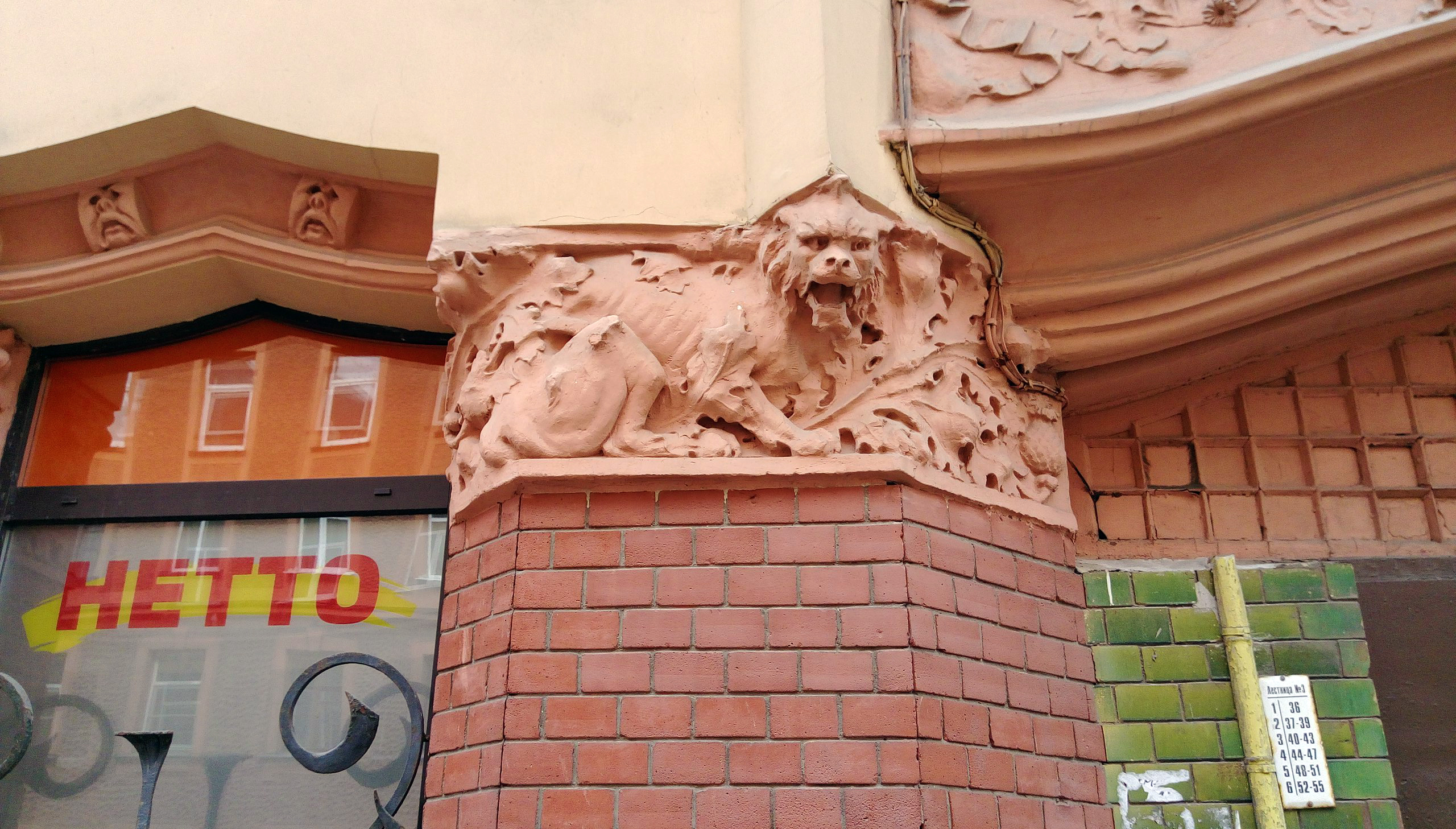
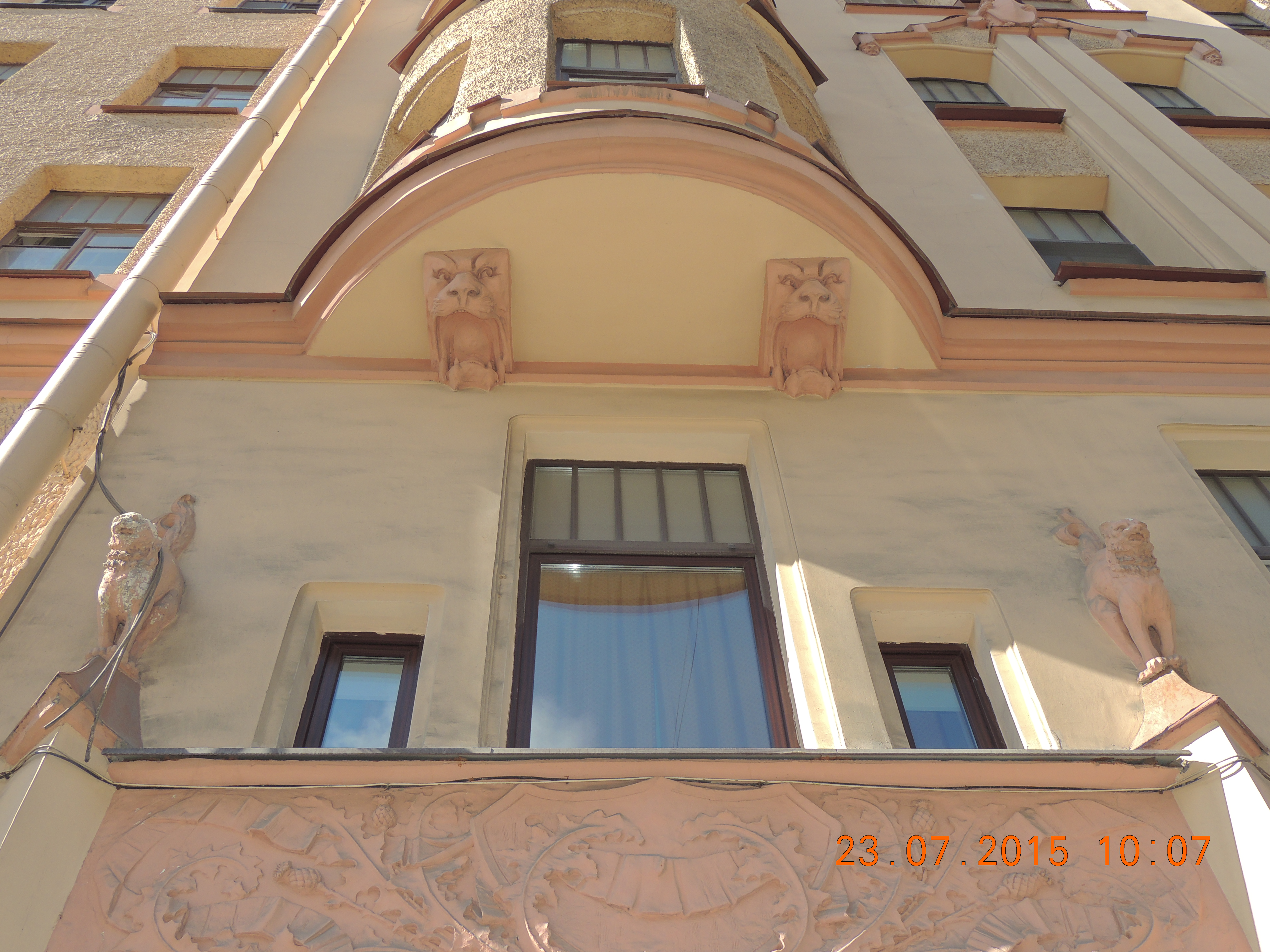